# بشرى بلحاج حميدة
بشرى بلحاج حميدة، هي محامية وسياسيّة تونسية، أصيلة مدينة زغوان.

## السيرة
متحصّلة على شهادة تعليم عالي في القانون الخاص من كلية الحقوق والعلوم السياسية بتونس 1980.
أحد مؤسسي الجمعية التونسية للنساء الديمقراطيات في 1989 التي ترأستها من سنة 1994 إلى سنة 1998.

إلتحقت سنة 2011 بحزب التكتل الديمقراطي من أجل العمل والحريات وترشّحت لانتخابات المجلس الوطني التأسيسي التونسي (2011-2014) على رأس قائمة ولاية زغوان لكن لم يقع انتخابها

في سبتمبر 2012 أصبحت عضو في اللجنة التنفيذية لحركة نداء تونس. شاركت في الانتخابات التشريعية التونسية 2014 وتم انتخابها كممثلة عن دائرة تونس الثانية الانتخابية لتصبح عضو في مجلس نواب الشعب (تونس).

عينت في 13 أغسطس 2017 رئيسةً للجنة الحريات الفردية والمساواة من قبل الرئيس الباجي قائد السبسي.